# Giacomo Acerbo
Giacomo Acerbo (Loreto Aprutino, 25 luglio 1888 – Roma, 9 gennaio 1969) è stato un economista e politico italiano.

## Biografia

### Origini, famiglia e formazione
Il padre Olinto apparteneva a una famiglia della vecchia borghesia locale; la madre Mariannina era figlia del barone de Pasquale di Caprara d'Abruzzo (PE). Giacomo Acerbo si laureò in Scienze agrarie a Pisa nel 1912. Allo scoppio della prima guerra mondiale fu a capo, insieme con il fratello Tito, di un folto gruppo di interventisti e volontari.
Tito Acerbo, a cui Giacomo era molto legato, caduto in combattimento nel giugno del 1918 nelle file della Brigata "Sassari", fu insignito di due medaglie d'argento e una d'oro al valor militare. Giacomo, invece, fu decorato con tre medaglie d'argento al valor militare e congedato con il grado di capitano. Nel 1924, Giacomo istituì la Coppa Acerbo in memoria del fratello Tito. Sempre nel 1924, fu insignito del titolo di barone dell'Aterno.
Il 18 novembre 1928, a Milano, Giacomo Acerbo sposò Giuseppina Marenghi, appartenente a una delle famiglie milanesi più facoltose dell'epoca e specializzata nell'imprenditoria tessile; testimoni delle nozze furono Francesco Paolo Michetti e Gabriele D'Annunzio. Massone, Giacomo Acerbo era membro della Gran Loggia d'Italia, nella quale fu regolarizzato con il grado di Maestro il 13 dicembre 1921, nella Loggia "24 Maggio 1915" , e il 6 novembre 1922 raggiunse il 32º e il 33º grado del Rito scozzese antico ed accettato.

### L'adesione al fascismo e l'attività politica e accademica
Terminato il conflitto, Giacomo Acerbo si avviò alla carriera universitaria come assistente di discipline economiche. Contemporaneamente, promosse l'Associazione dei combattenti di Teramo e Chieti, che dopo le elezioni del 1919 si staccò dall'Associazione nazionale, e costituì il Fascio di combattimento provinciale.
Eletto deputato nel 1921 con i "Blocchi Nazionali", si pose come guida dei conservatori locali e moderatore degli eccessi squadristici. Con Giovanni Giuriati, Giuseppe Ellero e Tito Zaniboni contribuì al patto di pacificazione con i socialisti, e a novembre fu eletto nel comitato centrale del PNF.
Durante la marcia su Roma tenne i contatti con il Quirinale presidiando Montecitorio, su richiesta del presidente della Camera dei deputati Enrico De Nicola, nel timore di azioni squadristiche.
Accompagnò poi Mussolini a ricevere dal re l'incarico ministeriale e lo assistette nella formazione del governo, assumendo l'incarico di sottosegretario alla presidenza. Legò il suo nome alla riforma elettorale maggioritaria - la «legge Acerbo» - votata nel novembre 1923. Nuovamente deputato nel 1924, fu coinvolto marginalmente nelle inchieste sul delitto Matteotti e lasciò il sottosegretariato alla presidenza del consiglio.
Nel gennaio 1926 fu eletto vicepresidente della Camera dei deputati, carica che detenne sino al 1929. Ministro dell'agricoltura e delle foreste dal 1929 al 1935, si dedicò, tra gli altri, ai progetti di bonifica integrale e di raggiungimento dell'autosufficienza cerealicola. Contribuì con Gabriele D'Annunzio all'istituzione della provincia di Pescara nel gennaio 1927, e ricoprì la carica di Presidente Generale della Croce Rossa Italiana dal 10 febbraio 1927 al 25 aprile 1927.
In ambito accademico, nel 1926 conseguì, primo in Italia, la libera docenza in Storia dell'agricoltura presso la Facoltà di Lettere e Filosofia dell'Università di Roma. Nel 1928 vinse il concorso per la cattedra di Economia e legislazione agraria nel Regio Istituto Superiore di Scienze Economiche e Commerciali di Roma, del quale fu Rettore dal 1928 al 1934. Successivamente, divenuto l'Istituto Facoltà di Economia e Commercio, ne fu Preside fino al 28 febbraio 1943. Nel 1929 fu nominato accademico ordinario della Accademia dei Georgofili. Dal 1935 al 1943 fu presidente dell'Istituto internazionale di agricoltura. Nello stesso periodo ricoprì la carica di presidente della Reale Accademia Filarmonica Romana.
Membro del Gran Consiglio del Fascismo, nel 1938 fu relatore sul disegno di legge per la trasformazione della Camera dei deputati in Camera dei fasci e delle corporazioni.
Nella seduta del Gran Consiglio del 6 ottobre 1938 che trattò delle leggi razziali, prese posizione moderata (come Balbo, De Bono, Federzoni e Ciano), ma non è noto in che termini. Nel 1940 venne pubblicato il suo libro su I fondamenti della dottrina fascista della razza, ove la questione antisemita è quasi elusa e viene osteggiato il razzismo di tipo biologico, ripiegando su un nazionalismo spiritualistico.
Anche in scritti posteriori Acerbo ribadì l'infondatezza delle tesi razziste in Italia. Come altri esponenti del regime, e in primis la stessa Corona, Acerbo era per nulla convinto dell'alleanza con il Terzo Reich; in particolare mise in dubbio una delle basi fondamentali del credo nazionalsocialista, scrivendo sulla mancanza di fondamento scientifico del mito della "razza ariana" (che taluni falsi scienziati contrapponevano a una parimenti inesistente "razza ebraica").
Il suo tentativo di moderare la ormai decisa posizione sulla cosiddetta "difesa della razza" lo pose in condizione di essere facile bersaglio di razzisti e antisemiti come Giovanni Preziosi o Telesio Interlandi. Quest'ultimo il 24 settembre 1938 pubblicò su Il Tevere, da lui diretto, una lettera anonima dove Acerbo era definito «il più autentico dei marrani».
Durante la seconda guerra mondiale si arruolò volontario e fu assegnato allo Stato maggiore sui fronti alpino e balcanico con il grado di colonnello. Nel 1939 era stato eletto presidente della Commissione generale del Bilancio della Camera dei fasci e delle corporazioni, restando in carica fino al 6 febbraio 1943, quando fu nominato ministro delle finanze al posto di Paolo Thaon di Revel.

### La caduta del fascismo e la detenzione

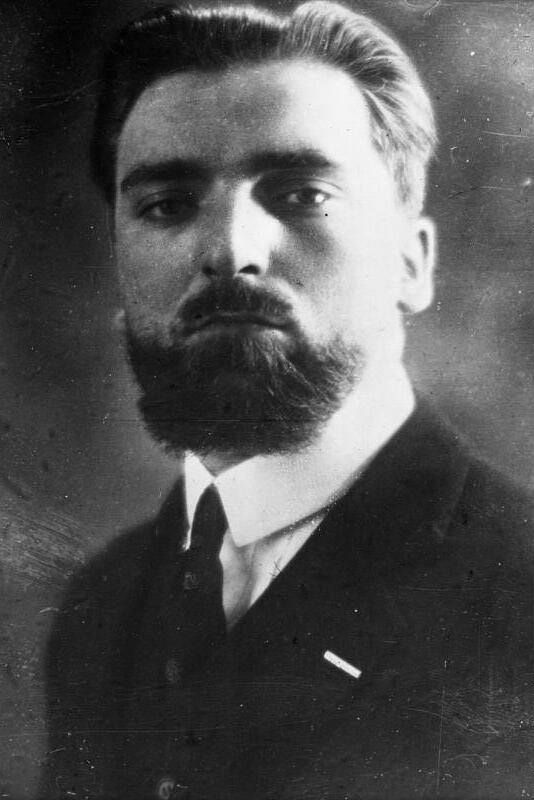
Dino Grandi, estensore dell'omonimo ordine del giorno

Il 25 luglio votò l'ordine del giorno Grandi, che sostanzialmente esautorava Benito Mussolini, restituendo il comando delle forze armate al re, definendosi servo umile e assoluto di Vittorio Emanuele III. Tornato presso la propria casa di Loreto Aprutino, dopo l'8 settembre sfuggì all'arresto da parte della Polizia italiana, che per cinque membri del Gran Consiglio si trasformò nella condanna a morte emessa nel Processo di Verona dalla RSI.
Per mesi si rifugiò presso i suoi contadini, dando asilo nelle proprie campagne agli aviatori alleati abbattuti in quelle zone, fino a quando fu catturato dagli Alleati e condannato dall'Alta corte di giustizia per le sanzioni contro il fascismo a 48 anni di reclusione, successivamente ridotti a 30. In quel periodo, amministratore dei suoi beni fu l'avvocato Pasquale Galliano Magno (già presidente del CLN, legale della famiglia Matteotti nel processo di Chieti e capolista del PCI nelle elezioni amministrative di Pescara). La cattura di Acerbo da parte di un funzionario di Pubblica sicurezza, di due agenti di P.S. e di otto partigiani, presso la sua fattoria Gallo, nella provincia di Pescara, è stata ricostruita da Vito de Luca, da un fondo della Prefettura di Pescara, conservato nell'Archivio di Stato di Pescara, in un articolo pubblicato sulla Rivista Studi Medievali e Moderni.
Trasferito presso il carcere dell'isola di Procida, nel breve periodo in cui vi rimase insegnò matematica agli ergastolani presenti. Annullata la sentenza dalla Cassazione il 25 luglio 1947, fu poi riabilitato e nel 1951, in seguito a sentenza del Consiglio di Stato, fu riammesso all'insegnamento universitario.

### Il ritorno all'attività politica e la morte
Nel 1953 e nel 1958 si candidò alle elezioni con i monarchici, ma senza successo. Nel 1962 fu decorato dal Presidente della Repubblica Antonio Segni della "medaglia d'oro per i benemeriti della scuola, della cultura e dell'arte".
Nel 1963, in occasione del suo collocamento a riposo per limiti d'età, fu insignito all'unanimità del titolo di Professore Emerito di Economia e politica agraria dal Senato Accademico dell'Università La Sapienza di Roma. Subito dopo, tuttavia, venne richiamato in servizio in qualità di docente di Ordinamento e tecnica dei crediti speciali nel corso di specializzazione in Discipline bancarie. Appassionato e collezionista di antiche ceramiche di Castelli, nel 1957 aprì ai visitatori di tutto il mondo le porte della Galleria delle antiche ceramiche abruzzesi.
Morì a Roma il 9 gennaio 1969.

## Opere
Acerbo è stato autore di numerose pubblicazioni, legate soprattutto alla sua attività di studioso e di docente di materie agrarie, e di altre più strettamente connesse alla attività politica. L'elenco che segue racchiude le pubblicazioni più significative.
- Per la trasformazione del latifondo e la colonizzazione interna, Roma, 1922.
- I primi tre mesi della rivoluzione fascista, Giorgio Berlutti Editore, Roma, 1923.
- Il fascismo nel primo anno di governo: discorso pronunciato nel teatro comunale di Bologna il 29 ottobre 1923 per il primo anniversario della marcia su Roma, Giorgio Berlutti Editore, Roma, 1923.
- Tre discorsi politici, R. Bemporad & figlio, Firenze, 1923.
- Studii corporativi con saggio bibliografico generale sulle associazioni professionali e sui problemi sindacali, R. Bemporad & figlio, Firenze, 1927.
- Studii riassuntivi di agricoltura antica, Sindacato nazionale fascista tecnici agricoli, Roma, 1927.
- Problemi ed interessi dell'agricoltura italiana, Tip. della Camera dei Deputati, Roma, 1927.
- Le basi economiche della colonizzazione romana nell'Africa settentrionale, Roma, 1928.
- Storia ed ordinamento del credito agrario nei diversi paesi, Federazione italiana dei consorzi agrari, Piacenza, 1929.
- Il frumento: superficie - produzione - commercio - prezzi - consumo, nel ventennio 1909-1928, Sindacato nazionale fascista tecnici agricoli, Roma, 1929.
- Le riforme agrarie del dopoguerra in Europa, R. Bemporad & figlio, Firenze, 1931.
- Mussolini e la battaglia del grano, coautore, Sindacato nazionale fascista tecnici agricoli, Roma, 1931.
- L'azione del governo per la difesa dell'agricoltura italiana, Tipografia della Camera dei Deputati, 1932.
- La cooperazione agraria in Italia: con notizie sommarie per gli altri paesi, Federazione italiana dei consorzi agrari, Piacenza, 1932.
- Studio storico-economico sulla floricoltura mondiale: con notizie particolari per l'Italia, Sindacato nazionale fascista tecnici agricoli, Roma, 1932.
- L'agricoltura e l'economia nazionale, Tipografia della Camera dei Deputati, 1933.
- Problemi rurali nell'anno XI, Tipografia del Senato, 1933.
- I progressi dell'agricoltura italiana in regime fascista, Sindacato Italiano Arti Grafiche, Roma, 1934.
- La economia dei cereali nell'Italia e nel mondo: Evoluzione storica e consistenza attuale della produzione del consumo e del commercio, politica agraria e commerciale, U. Hoepli Editore, Milano, 1934.
- Dal Regno all'Impero: 17 marzo 1861 - 9 maggio 1936; pubblicazione commemorativa della proclamazione dell'Impero, coautore, Tip. della R. Accademia Nazionale dei Lincei, Roma, 1937.
- La marcia storica dell'olivo nel bacino del Mediterraneo, Roma, 1937.
- L'Istituto internazionale di agricoltura, Istituto di studi romani, 1938.
- L'agricoltura italica al tempo d'Augusto, Istituto di studi romani, 1938.
- La politica finanziaria dell'Italia fascista, Firenze, 1938.
- La Camera dei fasci e delle corporazioni: con scritti, L'Economia italiana, 1939.
- I fondamenti della dottrina fascista della razza, Azienda Tipografica Editrice Nazionale Anonima, Roma, 1940
- Dalla vecchia alla nuova economia europea, Bologna, 1942.
- I cereali: studio storico-economico, Ramo Editoriale degli Agricoltori, Roma, 1954.
- Compendio delle lezioni di economia e politica agraria, coautore, Edizioni dell'Ateneo, Roma, 1959.
- Il finanziamento dell'agricoltura nell'Italia meridionale e insulare, Palermo, 1960.
- Distribuzione e consumo dei prodotti agricoli, Roma, 1961.
- L'agricoltura italiana dal 1861 ad oggi, Giuffrè, Milano, 1961.
- Fra due plotoni di esecuzione: Avvenimenti e problemi dell'epoca fascista, autobiografia, Cappelli Editore, Bologna, 1968.